# Begonia cumingiana
Espèce
Synonymes
- Diploclinium cumingianum (Klotzsch) Miq.[1]
- Petermannia cumingiana Klotzsch[1]

Begonia cumingiana est une espèce de plantes de la famille des Begoniaceae. Ce bégonia est originaire des Philippines. L'espèce fait partie de la section Petermannia. Elle a été décrite en 1854 sous le basionyme de Petermannia cumingiana par Johann Friedrich Klotzsch (1805-1860), puis recombinée dans le genre Begonia en 1864 par Alphonse Pyrame de Candolle (1806-1893). L'épithète spécifique cumingiana signifie « de Cuming », en hommage à Hugh Cuming, récolteur des spécimens type aux Philippines. 

## Répartition géographique
Cette espèce est originaire du pays suivant : Philippines.